# Room Full of Roses (álbum)
Room Full of Roses es el segundo álbum de estudio del cantante estadounidense Mickey Gilley. Fue publicado en julio de 1974 a través de Playboy Records.

## Grabación y contenido
Las sesiones de grabación del álbum tuvieron lugar en RCA Studio A, un estudio ubicado en Nashville, Tennessee. El álbum contenía diez canciones. El álbum incluyó temas escritas por músicos de country establecidos. Esto incluyó a Bob Wills y Merle Haggard. El álbum también incluía una versión de «I Overlooked an Orchid» del cantante Carl Smith; en meses posteriores, la canción se convertiría en un gran éxito para Gilley.

## Lanzamiento
Room Full of Roses fue publicado en julio de 1974 a través del sello Playboy Records y se convirtió en el segundo álbum de estudio de Gilley. Se publicó como un LP de vinilo y contenía cinco temas en cada lado del disco. Room Full of Roses se posicionó en el número 1 en la lista Hot Country LPs–convirtiéndose en su primer álbum de estudio en alcanzar la máxima posición.

## Promoción

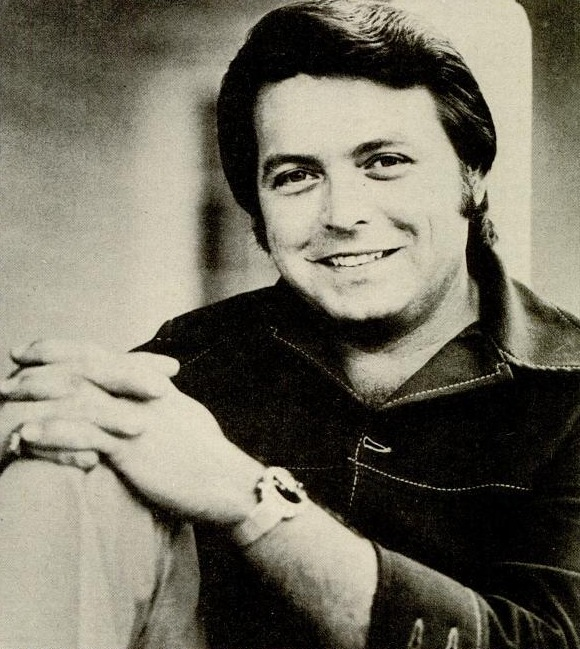
Fotografía promocional de Gilley en 1974.

Room Full of Roses incluía dos sencillos que encabezaron la lista Hot Country Singles en 1974. El primero en ser lanzado fue la canción que da nombre al álbum en abril de 1974. La canción se convirtió en el primer gran éxito de Gilley, alcanzando el puesto número 1 en la lista Hot Country Singles. La canción también se convirtió en un gran éxito en la lista canadiense Country Playlist, alcanzando también el número 6. El segundo y último sencillo lanzado fue «I Overlooked an Orchid» en agosto de 1974. Luego de 13 semanas en la lista Hot Country Singles, alcanzó el número 1 el 2 de noviembre. También apareció en la lista canadiense Country Playlist, alcanzando únicamente el puesto número 15.

## Recepción de la crítica
Un escritor no especificado de Record World escribió: “Mickey muestra habilidad y destreza melódica mientras recorre una deliciosa mezcla de material country”. Un escritor no especificado de la revista Cash Box calificó Room Full of Roses como “un álbum que es a la vez encantador y contundente”.

## Lista de canciones
| Lado uno |                      |                      |          |  |
| N.º      | Título               | Escritor(es)         | Duración |  |
| 1.       | «Room Full of Roses» | Tim Spencer          | 2:46     |  |
| 2.       | «Faded Love»         | John Wills Bob Wills | 3:11     |  |
| 3.       | «Plastic Saddle»     | Vic McAlpin          | 2:25     |  |
| 4.       | «Someday»            | James F. Hodges      | 2:35     |  |
| 5.       | «Don't Be Angry»     | Wade Jackson         | 2:24     |  |

| Lado dos |                          |                                  |          |  |
| N.º      | Título                   | Escritor(es)                     | Duración |  |
| 1.       | «I Overlooked an Orchid» | Carl Story Shirly Lyn Carl Smith | 2:51     |  |
| 2.       | «San Antonio Rose»       | B. Wills                         | 2:34     |  |
| 3.       | «Please Love Me Forever» | Johnny Malone Ollie Blanchard    | 2:43     |  |
| 4.       | «Swinging Doors»         | Merle Haggard                    | 2:47     |  |
| 5.       | «She Called Me Baby»     | Harlan Howard                    | 2:11     |  |

## Créditos y personal
Créditos adaptados desde las notas de álbum de Room Full of Roses.
Personal técnico
- Eddie Kilroy – productor en todas las canciones excepto «Room Full of Roses»
- Mickey Gilley – productor en «Room Full of Roses»
- Tom Pick – ingeniero de audio
- Roy Schokley – técnico de estudio
- Michael G. Borum – fotografía de portada
- H. C. Cutrer – fotografía interior
- Big Cigar – diseño

## Posicionamiento
| Gráfica (1974)                             | Pico de posición |
| ------------------------------------------ | ---------------- |
| Australia (Kent Music Report)              | 55               |
| Estados Unidos (Billboard Hot Country LPs) | 1                |